# 安徽省江北产业集中区
安徽省江北产业集中区是位于安徽省芜湖市鸠江区的一个开发区。
2010年时，集中区地属巢湖市和县，全区规划面积220平方公里，时有人口12.5万人。以沈巷镇（时属和县，今属芜湖市鸠江区）为集中区的起步区，面积20平方公里。当年6月，集中区挂牌成立。10月16日，在沈巷镇开工建设。2020年，安徽省委书记李锦斌、省长李国英为皖江江北、江南新兴产业集中区揭牌。

## 相关
- 安徽省江南产业集中区